# 東殿塚古墳

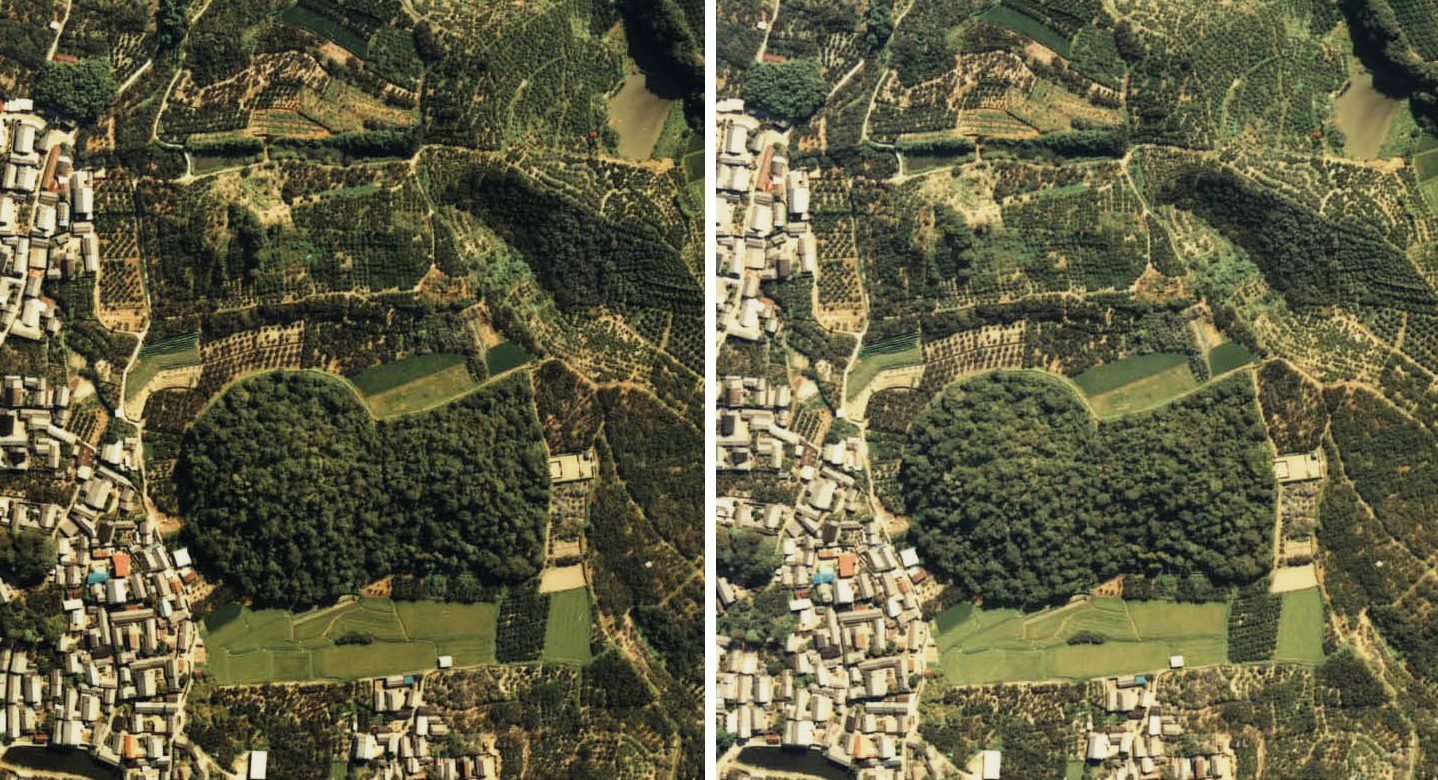
東殿塚古墳（上）と西殿塚古墳（下）のステレオ空中写真（1979年）

東殿塚古墳（ひがしとのづかこふん）は、奈良県天理市に所在する古墳時代前期の前方後円墳である。

## 概要
本古墳は、出土した埴輪から4世紀初め頃の築造と推定され、少し古い巨大前方後円墳西殿塚古墳（234メートル）のすぐ東側に並列している。両古墳は傾斜地に立地し、主軸を南北に取り、標高約140メートルの高所に位置している。墳丘に上がると奈良盆地の全域を見渡すことができる。

## 墳形
墳丘長139メートルで、後円部は主軸に対してやや楕円になり、前方部は長い。後円部と前方部の比は、1:1.5である。主軸は南北であり、東西の側面に高低差が出来ている。後円部の頂上は荒らされており、不定形である。前方部はくびれ部分付近が平坦で端部で台形状に高くなっている。そこに二列の埴輪列と列石が認められた。墳丘上部の斜面では墳丘を取り巻く円筒埴輪が並べられていたものと想像される。

## 出土品埴輪の船画など
発掘調査で前方部西側の一角から造り出し的な祭祀遺構が見つかり、そこから多量の埴輪片が出土した。高さ約64センチ、最大口径約50センチの楕円形円筒埴輪が復元された。その埴輪の下部にヘラ書き船の絵を描いたものが3点発見され、1～3号船画と名付けられた。
もっとも詳細に描かれているのは1号船画で、船はゴンドラの形をしており7本の櫂を描いていることから14人で漕ぐ大型船であり、帆に風を受けて海上を疾走する船を描いたものと解釈されている。
前方部西側の台形張り出し部から朝顔型埴輪・円筒埴輪・楕円形円筒埴輪や土器などが出土している。円筒埴輪にはヒレ付きのものもみられ、格段にヒレがみられ、円筒に巴形・正方形・長方形・円形の透かしが施されている。
土器には、砕かれた土器や形を保っている供献土器がたくさんあり、山陰系・近江系・東海系などの他地域の土器が含まれており、最古式と推定されている。